# Fluoridy
Fluoridy jsou soli kyseliny fluorovodíkové (HF).
Vzhledem k tomu, že fluor má největší elektronegativitu ze všech prvků, od kterých jsou známy nějaké sloučeniny (větší elektronegativitu mají jen helium a neon, od těch však nejsou známy žádné sloučeniny), jedná se převážně o iontové sloučeniny, které v molekule obsahují anion F−.

## Toxicita

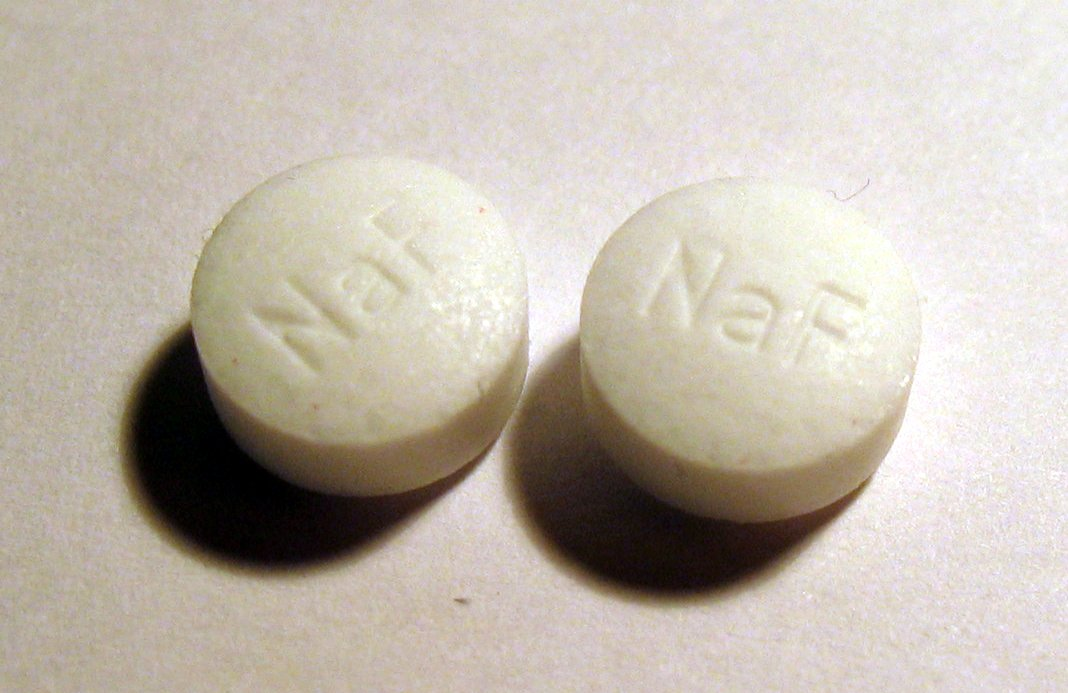
Tablety fluoridu sodného

Požitím ve vodě rozpustných fluoridů (např. fluoridu sodného), anorganických solí kyseliny fluorovodíkové, může dojít k těžkému poškození trávicího traktu a jater. Toxický účinek těchto solí se vysvětluje tím, že fluoridy vážou kationty vápníku (Ca2+). Příznakem otravy jsou slinění, prudké bolesti břicha, zvracení a průjem, při delší expozici také třes a křeče. Špatným znamením je rozšíření zornic, obrna, poruchy dýchání a srdeční činnosti způsobené vázáním vápenatých kationtů. Kromě poškození jater může dojít i k poškození ledvin. Existuje také tzv. chronická otrava fluoridy, která se projevuje bolestmi a poškozením kostí a poškozením zubů (bílé skvrny na zubech způsobené nadměrným užíváním dentálních fluoridových přípravků, jako jsou tablety nebo gely).
Jako první pomoc podáme okamžitě po otravě půl litru mléka nebo vodnou suspenzi uhličitanu vápenatého. Snažíme se vyvolat zvracení; došlo-li však k otravě více než před půlhodinou, zvracení již nevyvoláváme. Protože se vodné roztoky fluoridových aniontů mohou vstřebávat kůží, při potřísnění ihned pokožku důkladně opláchneme.

## Další nepříznivé efekty na lidské zdraví

Oblasti s koncentrací nad doporučeným limitem v podzemních vodách 1,5 mg/l

Poslední výzkumy zjistily korelaci mezi stupněm zvápnění šišinky a stupněm rozpadu fluoridu ve žláze. Výzkum prováděný doktorkou Jennifer Anne Luke z university v Surrey prokázal, že „fluorid se snadno akumuluje v lidské šišince“ a také že „lidská šišinka obsahuje největší koncentraci fluoridu v těle“.
Existují názory a studie, že fluoridy jsou příčinou nemocí štítné žlázy, či že konzumace fluoridů může vést k Downovu syndromu, nižší inteligenci dětí nebo také ke zlomeninám kostí.

## Výroba fluoridů
Fluoridy a hydrogenfluoridy je možné vyrobit úplnou či částečnou neutralizací kyseliny fluorovodíkové oxidy, hydroxidy nebo uhličitany kovů. Mimo to lze získat fluoridy zahříváním oxidů a hydroxidů kovů s fluorokřemičitany, fluorohlinitany nebo fluoroboritany:
2 B2O3 + 3 Na[BF4] → 4 BF3 + 3 NaBO2
3 ZrO2 + 2 Na2[SiF6] → 3 ZrF4 + 2 Na2SiO3
Dále je možné je vyrábět pomocí přímé syntézy z prvků nebo působením fluoru na oxid prvku:
S + 3 F2 → SF6

## Užívání
Díky svému příznivému vlivu na lidský chrup je fluorid sodný přidáván do většiny zubních past. Pro lepší remineralizaci zubní skloviny jsou vyráběny speciální přípravky (např. fluoridové gely a tablety). Jejich nepřiměřené dávkování však může způsobit zubní fluorózu. V České republice se objevuje jen velmi výjimečně.
Fluoridy se dále užívají při organických syntézách,v elektrometalurgii některých kovů, při výrobě mléčného skla, smaltů a v elektrotechnice.